# خوان ژائوتو
خوان ژائوتو (انگلیسی: Juan Gauto؛ زادهٔ ۲ ژوئن ۲۰۰۴) بازیکن فوتبال اهل آرژانتین است که در حال حاضر برای بازل بازی می‌کند.
از باشگاه‌هایی که در آن بازی کرده است می‌توان به دپورتیوو لا کرونیا، اتلتیکو هوراکان و بازل اشاره کرد.
وی همچنین در تیم ملی فوتبال زیر ۲۰ سال آرژانتین بازی کرده است.

## دوران باشگاهی

### هوراکان
ژائوتو در سال ۲۰۱۵ به آکادمی جوانان هوراکان پیوست. او در این باشگاه سنتی آرژانتینی در تمامی رده‌های سنی بازی کرد و به‌صورت منظم پیشرفت نمود. به دلیل کیفیت و سرعت بالایش، مربی اسرائیل دامونته او را از تیم زیر ۲۰ سال به تیم اصلی در سال ۲۰۲۰ ارتقا داد و اولین قرارداد حرفه‌ای‌اش را به او داد. با این حال، همه‌گیری کووید-۱۹ مانع حضور مستمر او در سطح اول فوتبال شد و به تیم ذخیره بازگردانده شد. ژائوتو دو سال بعد مجدداً به تیم اصلی راه یافت و در تاریخ ۱۵ آوریل ۲۰۲۲ نخستین بازی حرفه‌ای خود را در دیدار برابر تیگره انجام داد. ژائوتو نخستین گل حرفه‌ای خود را در ۱۸ فوریه ۲۰۲۳ و در جریان دیداری از رقابت‌های قهرمانی مقابل باراکاس سنترال به ثمر رساند. او به عنوان بازیکن تعویضی وارد زمین شد و گلزنی کرد تا به پیروزی تیمش با نتیجه ۲–۰ کمک کند.

### بازل
در تاریخ ۲۸ اوت ۲۰۲۳، تیم حاضر در سوپر لیگ فوتبال سوئیس، بازل، اعلام کرد که با ژائوتو قراردادی پنج‌ساله امضا کرده‌است. او برای فصل ۲۰۲۳–۲۴ به تیم اول بازل ملحق شد و زیر نظر سرمربی تیمو شولتز فعالیت کرد. ژائوتو در ۳ سپتامبر نخستین بازی خود را در سوپر لیگ سوئیس برای این باشگاه انجام داد. او در دقیقه ۵۹ به‌عنوان بازیکن تعویضی وارد زمین شد و بازل در آن مسابقه خانگی در ورزشگاه سنت یاکوب پارک با نتیجه ۲–۲ برابر زوریخ مساوی کرد. او نخستین گل خود برای باشگاه جدیدش را دو هفته بعد در تاریخ ۱۶ سپتامبر در دیداری از جام حذفی فوتبال سوئیس و در زمین حریف به ثمر رساند. در واقع او دو گل به ثمر رساند؛ گل‌های چهارم و پنجم تیمش را در پیروزی ۸–۰ برابر تیم آماتور اف‌سی بوسپوروس ثبت کرد.

#### قرضی به دپورتیوو لاکرونیا
در ۳۰ اوت ۲۰۲۴، ژائوتو به مدت یک سال به تیم اسپانیایی دپورتیوو لاکرونیا از دسته دوم اسپانیا قرض داده شد.

## دوران ملی
ژائوتو توسط خاویر ماسکرانو برای حضور در تیم ملی فوتبال زیر ۲۰ سال آرژانتین در جام جهانی فوتبال زیر ۲۰ سال ۲۰۲۳ انتخاب شد. در این رقابت‌ها که در کشور آرژانتین برگزار شد، او در سه مسابقه به میدان رفت که دو بازی را به عنوان بازیکن اصلی آغاز کرد. تیم آرژانتین در مرحله یک‌هشتم نهایی با شکست ۲–۰ مقابل نیجریه حذف شد.

## زندگی شخصی
ژائوتو در پریتو مورنو، شهری کوچک در استان سانتا کروز در جنوب آرژانتین به دنیا آمد. در سال ۲۰۱۵ مادرش همراه با او و سه برادرش به بوئنوس آیرس نقل مکان کرد.